# Varuzhan Akobian
Varuzhan Akobian (arménsky Վարուժան Հակոբյան; * 19. listopadu 1983, Jerevan, Sovětský svaz) je americký šachový velmistr žijící v St. Louis původem z Arménie. Zúčastnil se celkem 4 šachových olympiád, přičemž v letech 2006 a 2008 získal s týmem bronzovou medaili. Vždy hrál za americký tým.

## Šachová kariéra
Akobian je arménským Američanem.
Mezinárodním mistrem se stal ve svých 16 letech. V roce 2001 se přestěhoval do Spojených států a jeden týden po svých 20. narozeninách v listopadu roku 2003 obdržel titul velmistra.
Celkem třikrát vyhrál turnaj World Open ve Filadelfii (2002, 2004, 2007). V roce 2006 se zúčastnil turnaje v San Marinu, a to s elem 2796. Skončil druhý. V roce 2007 skončil na Miami Open děleném prvním místě (1.–8.). V tomto roce také společně s dalšími čtyřmi hráči vyhrál šampionát kontinentální Ameriky v Cali v Kolumbii. Tím se Akobian kvalifikoval na mistrovství světa v šachu 2007, kde byl však vyřazen již v prvním kole. Zúčastnil se také mistrovství světa v šachu 2009, kde byl vyřazen v druhém kole, a to Ruslanem Ponomarjovem.
V roce 2007 byl Akobian uveden v dokumentárním seriálu True Life MTV v epizodě nazvané „Já jsem Genius“. V květnu 2014 byl s Elem FIDE 2643 na čtvrtém místě žebříčku hráčů USA.